# Teratolpium andinum
Genre
Espèce
Teratolpium andinum, unique représentant du genre Teratolpium, est une espèce de pseudoscorpions de la famille des Garypinidae.

## Distribution
Cette espèce est endémique de la région d'Ancash au Pérou. Elle se rencontre vers la Laguna Juhuacocha.

## Étymologie
Son nom d'espèce lui a été donné en référence au lieu de sa découverte, la cordillère des Andes.

## Publication originale
- Beier, 1959 : Zur Kenntnis der Pseudoscorpioniden-Fauna des Andengebietes. Beiträge zur Neotropischen Fauna, vol. 1, p. 185-228.